# Ed White (giocatore di football americano)
Edward Alvin White, detto Ed (La Mesa, 4 aprile 1947) è un ex giocatore di football americano statunitense che ha giocato nel ruolo di guardia per i Minnesota Vikings ed i San Diego Chargers della National Football League (NFL). Scelto al 2º giro come 39º assoluto al Draft NFL 1969 dai Vikings, White aveva in precedenza giocato a football presso l'Università della California a Berkeley.

## Carriera universitaria
Dopo aver frequentato la Indio High School, White ricevette una borsa di studio dall'Università della California a Berkeley che accettò divenendo un membro della squadra dell'ateneo californiano, i California Golden Bears, dal 1966 al 1968. Con i Bears giocò nel ruolo di nose guard nella famosa difesa soprannominata "Bear Minimum" in quanto nel 1968 demolì tutti gli attacchi avversari, ad eccezione di quelli di Stanford guidato dal quarterback Jim Plunkett e USC guidato dal running back O.J. Simpson, concedendo agli attacchi avversari appena 2,51 yard in media per corsa, secondo miglior risultato di sempre di Berkeley. Quell'anno White, che nel 2000 fu poi indotto nella College Football Hall of Fame, fu eletto consensus All-American.

### Vittorie e premi

#### Individuale
- First Team All-American: 1

1968
- All-Pac 10: 3

1966, 1967, 1968
- College Football Hall of Fame (Classe del 2000)
- University of California Sports Hall of Fame  (Classe del 1993)

## Carriera professionistica

### Minnesota Vikings
Nel 1969 White fu selezionato nel 2º giro come 39º assoluto al Draft NFL 1969 dai Minnesota Vikings, i quali lo convertirono da defensive lineman ad offensive guard. I Vikings infatti erano già ampiamente coperti riguardo alla defensive line grazie ai famigerati Purple People Eaters (che quell'anno parteciparono in blocco al Pro Bowl) mentre invece, come ricorda Jerry Reichow (ai Vikings sin dalla stagione inaugurale del 1961 prima come giocatore, poi come scout, quindi nel direttivo ed infine ancora oggi come consulente), "stavamo cercando una guardia ed io l'avevo visto giocare per un paio d'anni e mi era subito piaciuto. Alcuni scout ed io pensavamo che potesse giocare nel ruolo di guardia. Aveva una brutale, incredibile forza". A White il cambiamento di ruolo non importava poiché col suo passato da defensive lineman poteva leggere in anticipo le mosse degli avversari, dall'alto dei 3 anni di esperienza accumulati ai tempi dell'università.
Il primo anno White prese parte a tutti e 14 gli incontri, venendo promosso a guardia sinistra titolare a metà di quella che fu per Minnesota una stagione magica sino all'amaro epilogo del Super Bowl IV, perso dai favoriti Vikings 23-7 contro i Kansas City Chiefs. A proposito di quella partita White racconta cosa dal suo punto di vista andò storto: "Fu po' scioccante che andò come andò a finire. Eravamo stati così dominanti... Penso che ogni squadra nella nostra division giocasse la difesa 4-3, una difesa veramente base. Poi al Super Bowl incontrammo una squadra della AFL che giocò con un nose guard opposto al nostro centro. Per tutta la stagione il nostro centro era stato a bloccare il middle linebacker e le nostre guardie i grossi (defensive) tackle. Poi tutto ad un tratto le nostre guardie si ritrovarono a doversela vedere con i linebacker e nostro centro con il nose guard".
Con la franchigia del Minnesota White giocò per altre 8 stagioni divenendo nel tempo una delle migliori guardie della lega, 4 volte Pro Bowler ed altrettante All-Pro, e formando assieme al left tackle Hall of Famer Ron Yary ed al centro Mick Tingelhoff (che secondo molti meriterebbe assieme a White un busto nella Hall of Fame) una delle migliori linee offensive di tutti i tempi della NFL che al servizio di un altro futuro Hall of Famer, Fran Tarkenton, permise a Minnesota di raggiungere altre 3 finali di Super Bowl perdendole tuttavia tutte. Al termine della stagione 1977 White meditò di lasciare i Vikings poiché percepiva molto meno di alti offensive lineman della e poco più degli altri lineman suoi compagni di squadra, ed ovviamente dall'altro lato il management non era disposto a concedere un lauto rinnovo alla propria guardia. Alla fine le due parti trovarono per la stagione 1977 l'accordo per un contratto annuale a 60.000, ma si trattò di una soluzione temporanea perché di fatto la rottura sul piano economico si era consumata.

### San Diego Chargers
Nel luglio 1978 White fu coinvolto in uno scambio di giocatori che portò il running back Rickey Young (anch'egli insoddisfatto del proprio contratto) in Minnesota e lui alla corte dei San Diego Chargers. A livello affettivo a White dispiacque dover lasciare il Minnesota, ma sotto il piano professionale ritenne che la scelta gli abbia allungato la carriera: "Mi trasferii in (una città) col clima più caldo e scesi dalla nave vichinga appena in tempo poiché la squadra si era fatta vecchia tutta ad un tratto. Salii su un'altra nave in cui ero io il vecchio ragazzo. Avevo 30 anni ed ero io il Jim Marshall della ciurma. Ciò fu una lieta cosa per me. Ebbi l'opportunità di giocare in una squadra ugualmente talentuosa come lo erano i Vikings. Potremmo anche non avercela fatta a disputare un Super Bowl, ma eravamo una squadra eccellente. Fu un bel momento che rese la mia seconda metà di carriera piacevole quanto la prima".
Il suo arrivo a San Diego coincise difatti col momento più alto nella storia della franchigia californiana, caratterizzato dall'eccezionale attacco "Air Coryell" che deve il nome al mitico allenatore ed innovatore del football Dan Coryell e che aveva nel futuro quarterback Hall of Famer Dan Fouts il regista della manovra. Negli 8 anni trascorsi da White con la casacca dei Chargers, la franchigia vinse 3 titoli divisionali, qualificandosi per 4 volte ai playoff e sfiorando in due occasioni la finale di Super Bowl, vendendo sconfitta all'AFC Championship Game nel 1980 dagli Oakland Raiders e l'anno seguente dai Cincinnati Bengals. White, nel 1979 convocato per l'ultima volta in carriera al Pro Bowl (uno dei primi giocatori a parteciparvi prima nelle file della NFC quindi in quelle dell'AFC), fu eletto per ben 3 anni consecutivi Offensive Lineman dell'anno della sua squadra, giocando ininterrottamente come guardia destra dal 1978 al 1984, mentre l'ultimo anno tornò al ruolo originario di guardia sinistra.
Alla domanda se White meritasse un posto nella Hall of Fame, Fouts rispose: "Non si discute. Al momento del ritiro nessuno aveva giocato più partite come offensive lineman di Ed White. Non ci sono statistiche per un offensive lineman al di fuori di Pro Bowl e Super Bowl, e queste sono gare che Ed ha disputato. È stato uno dei più temuti offensive lineman del football. Parla con ragazzi come Howie Long e Matt Millen che sono dovuti andare contro Big Ed. Lo detestano".

## Vittorie e premi

### Franchigia
- Campionato NFL: 1

Minnesota Vikings: 1969
- National Football Conference Championship: 3

Minnesota Vikings: 1973, 1974, 1976

### Individuale
- Convocazioni al Pro Bowl: 4

1975, 1976, 1977, 1979
- First-Team All-Pro: 2

1974, 1975
- Second-Team All-Pro: 2

1976, 1979
- First Team All-NFC: 2

1975, 1976
- Second Team All-NFC: 2

1974, 1977
- Second Team All-AFC: 1

1979
- San Diego Chargers Offensive Lineman dell'anno: 3

1983, 1984, 1985
- Squadra ideale del 25º anniversario dei Minnesota Vikings
- Squadra ideale del 40º anniversario dei Minnesota Vikings
- I 50 più grandi Vikings
- Squadra ideale del 40º anniversario dei San Diego Chargers
- Squadra ideale del 50º anniversario dei San Diego Chargers
- San Diego Chargers Hall of Fame

## Statistiche
| Partite totali             | 241 |
| Partite totali da titolare | 211 |
| Fumble ricoperti           | 4   |